# Yamatocallis sauteri
Yamatocallis sauteri är en insektsart. Yamatocallis sauteri ingår i släktet Yamatocallis och familjen långrörsbladlöss. Inga underarter finns listade i Catalogue of Life.